# جامعة فيينا
جامعة فيينا (بالألمانية:Universität Wien، باللاتينية: Universitas Vindobonensis alias Alma mater Rudolphina) هي جامعة حكومية أمر بتأسيسها الدوق رودولف الرابع سليل أسرة هابسبورغ.
تعد جامعة فيينا أقدم جامعة في النمسا وثاني أقدم جامعة في الإمبراطورية الرومانية المقدسة بعد جامعة كارولينا في براغ والتي تأسست عام 1348 بأمر من الإمبراطور الرومانى كارول الرابع.
تحتل جامعة فيينا المركز ال 132 على مستوى جامعات العالم والمركز 46 في مجال الآداب والفنون. من أشهر التخصصات في الجامعة: الطب والقانون وعلم اللاهوت.

## أشهر الخريجين
- سيغموند فرويد، عالم نفس نمساوي شهير، مؤسس علم التحليل النفسي.
- غابرييله بوسانر، أول امرأة تعمل بالطب في النمسا. تخرجت في الأصل في جامعة زيورخ سنة 1894، غير أنه لم يصرح لها بالعمل في النمسا إلا بعض أن خاضت امتحانًا شفويًا أمام لجنة من أساتذة الطب في فيينا سنة 1897.
- إلياس كانيتي، روائي وكاتب مسرحي نمساوي، حائز على جائزة نوبل للآداب.
- إلفريده يلينيك، روائية وكاتبة موسيقية نمساوية، حائزة على جائزة نوبل للآداب.
- كريستيان دوبلر، فيزيائي ورياضي نمساوي، مكتشف ظاهرة تأثير دوبلر.
- ميهاي إمينسكو، صحفي وشاعر روماني، يعد واحد من أهم الشعراء الرومانسيون في العهد الرومانسي.
- هاينز فيشر، رئيس جمهورية النمسا.
- عدنان إبراهيم، مفكر فلسطيني ومختص في الشؤون الدينية وخاصة في الاسلام.
- ألتشيدي دي غاسبيري، رئيس جمهورية إيطاليا سابقا، ورئيس وزراء إيطالي سابق.
- كورت غودل، فيلسوف ومنطقي ورياضياتي نمساوي، اشتهر بانجازه مبرهنات عدم الاكتمال.
- فرانس جريلبارتسر، أديب وكاتب مسرحي نمساوي.
- إدموند هوسل، فيلسوف ألماني، مؤسس علم الظاهريات.
- هوجو فون هوفمانستال، روائي وشاعر وكاتب مسرحي نمساوي.
- يورج هايدر، سياسي نمساوي وحاكم سلبق لمقاطعة كيرنتن.
- كارل كاوتسكي، فيلسوف وصحفي ومنظر اشتراكي تشيكي-ألماني، وهو أهم منظر للماركسية بعد وفاة فريدرخ انغلز.
- آرثر كوستلر، روائي وصحفي وناقد هنغاري-إنجليزي، وصاحب افكار ادبية وسياسية شهيرة في القرن العشرين.
- ريشارد كون، عالم كيمياء نمساوي-ألماني، حائز على جائزة نوبل للالكيمياء.
- غوستاف مالر، مؤلف موسيقي وقائد أوركسترا نمساوي.
- ليزه مايتنر، عالمة فيزياء نمساوية، واحد أعضاء الفريق الذي اكتشف الانشطار النووي.
- غريغور يوهان مندل، عالم نبات نمساوي، عرف بأنه أبو علم الوراثة.
- بيوس الثالث، بابا الكنيسة الكاثوليكية سابقا -في القرن السادس عشر-.
- أوتو بريمنغر، منتج ومخرج نمساوي-أمريكي، رشح مرتين لجائزة الأوسكار لأفضل مخرج.
- كارل بوبر، فيلسون نمساوي-إنجليزي، أحد أهم وأشهر المؤلفين في فلسفة العلم في القرن العشرين
- فيلهلم رايش، محلل نفسي نمساوي، عضو الجيل الثاني من التحليل النفسي بعد فرويد.
- فولفغانغ شوسل، المستشار النمساوي سابقا.
- جوزيف شومبيتر، عالم اقتصاد نمساوي-أمريكي، أشتهر بترويجه لنظرية الفوضى الخلاقة في الاقتصاد.
- شتيفان تسفايج، أديب نمساوي، أشتهر بأدب السيرة الذاتية.
- أرتور شنتسلر، روائي كاتب مسرحي وقصصي نمساوي.
- هولدريخ زوينكلي، عالم لاهوت واصلاحي بروتيستانتي سويسري.
- ألفرد أدلر، طبيب نفسي موؤسس علم تحليل النفس الفردي.
- خالد الناشف، عالم آثار فلسطيني.

## وصلات خارجية
- الموقع الرسمي